# Vetlanda kommun
Vetlanda kommun är en kommun i Jönköpings län. Centralort är Vetlanda.
Kommunen återfinns på Sydsvenska höglandet och utgörs av ett kuperat landskap med skog och områden med varierat odlingslandskap. Vetlanda är en utpräglad industrikommun där trävaru-, aluminium- och pappersindustrierna dominerat de lokala näringslivet under lång tid. 
Sedan kommunen bildades har  befolkningsutvecklingen varit relativt stabil med en topp i början på 1970-talet på 28 860 invånare och en dal 2010 då antalet invånare var 26 304. Fram till 2010 styrdes kommunen av Alliansen, därefter har olika regnbågskoalitioner styrt.

## Administrativ historik
Kommunens område motsvarar socknarna: Alseda, Björkö, Bäckaby, Bäckseda, Fröderyd, Karlstorp, Korsberga, Lannaskede, Lemnhult, Myresjö, Nye, Näsby, Näshult, Nävelsjö, Ramkvilla, Skede, Skirö, Stenberga, Södra Solberga, Vetlanda och Ökna. I dessa socknar bildades vid kommunreformen 1862 landskommuner med motsvarande namn. 
Vetlanda municipalsamhälle inrättades i Vetlanda landskommun 11 november 1887 och upplöstes 1909 när Vetlanda köping bildades genom en utbrytning ur landskommunen. Köpingen ombildades 1920 till Vetlanda stad.
Vid kommunreformen 1952 bildades sju storkommuner i området runt staden: Alseda (av de tidigare kommunerna Alseda,  Karlstorp, Skede och Ökna), Björkö (av Björkö och Nävelsjö), Bäckaby (av Bäckaby, Fröderyd, Ramkvilla och Skepperstad), Korsberga (av Korsberga, Lemnhult och Södra Solberga), Lannaskede (av Lannaskede och Myresjö), Nye (av Nye, Näshult, Skirö och Stenberga) samt Vetlanda landskommun (av Bäckseda, Näsby och Vetlanda). Vetlanda stad förblev oförändrad.
Vetlanda kommun bildades vid kommunreformen 1971 av Vetlanda stad, landskommunerna Alseda, Björkö, Korsberga, Lannaskede, Nye och Vetlanda landskommun samt huvuddelen av Bäckaby landskommun (Bäckaby, Fröderyds och Ramkvilla församlingar).
Den 1 januari 1975 överflyttades ett område med 406 invånare från kommunen och Björkö församling till Nässjö kommun och församling.
Kommunen ingår sedan bildandet i Eksjö domsaga.

## Geografi
Kommunen gränsar i norr till Eksjö kommun, i söder till Uppvidinge kommun och i väster till Sävsjö kommun. 

### Topografi och hydrografi
Skogskommunen Vetlanda är belägen på  Sydsvenska höglandet och förutom skog rymmer kommunen även områden med varierat odlingslandskap. Landskapet är kuperat, i synnerhet söder om centralorten, vilket kan härledas till den uppspruckna urbergsberggrunden som skapat flera djupa och trånga dalar, så kallade skuror. De högre områdena täcks av morän beväxt med skog, medan dalarna utgörs av sjöar, åar samt  uppodlade områden med finkorniga sedimentjordar. I väst–östlig riktning flyter Emån genom kommunen vilken söder om centralorten övergår i ett flätmönster av vattenfåror. Nordväst om Landsbro finns isälvsavlagringar vilka består av rullstensåsar och deltan. Dessa används som strövområde.

### Naturskydd
År 2023 fanns 27 naturreservat i kommunen. Naturreservat Helvetets håla bildades 2006 och inkluderar Trollebo portar, en skura med bergväggar i röd granit som är nästintill lodräta. Kråketorpsskogen utgörs av ett våtmarksområde och ligger i anslutning till Kråketorpsskogen i Kronobergs län. I reservatet trivs fågelarter som enkelbeckasin, grönbena, trana, orre och tjäder.
Det ensliga reservatet Bockaström som in i det närmaste förblivit orört av människor, vilket gjort att området har en artrik flora.  Exempelvis växer ovanliga lavar och mossor som talltagel, garnlav, havstulpanlav,  källpraktmossa, stor revmossa och västlig hakmossa i reservatet.

### Administrativ indelning
Fram till 2016 var kommunen för befolkningsrapportering indelad i nio församlingar – Alseda, Björkö, Bäckseda, Korsberga, Lannaskede, Nye, Näshult och Stenberga, Näsby, Nävelsjö samt Vetlanda.

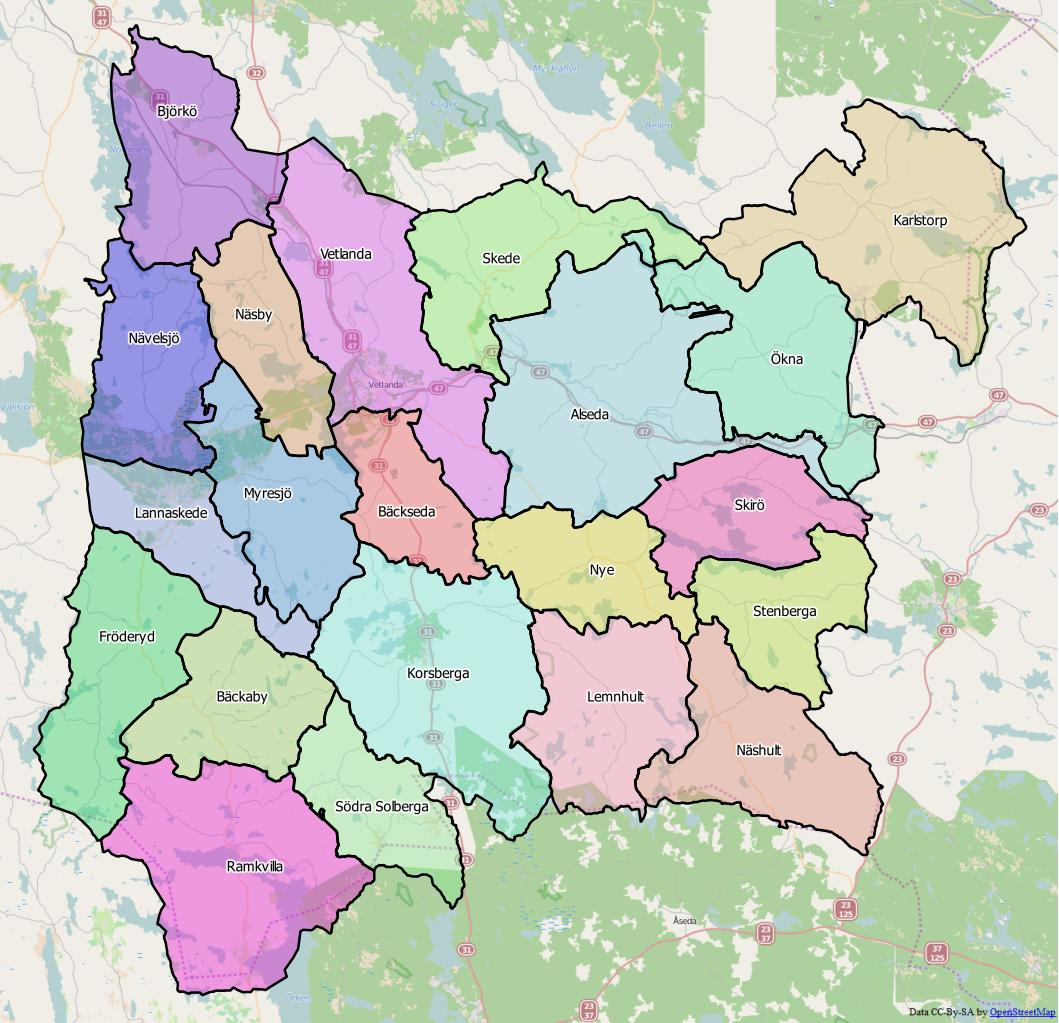
Distrikt (socknar) inom Vetlanda kommun.

Från 2016 indelas kommunen istället i följande distrikt, vilka motsvarar de tidigare socknarna:
| De 21 distrikten i Vetlanda kommun |
| --- |
| - Alseda - Björkö - Bäckaby - Bäckseda - Fröderyd - Karlstorp - Korsberga - Lannaskede - Lemnhult - Myresjö - Nye - Näsby - Näshult - Nävelsjö - Ramkvilla - Skede - Skirö - Stenberga - Södra Solberga - Vetlanda - Ökna |

### Tätorter
Det finns 12 tätorter i Vetlanda kommun – Vetlanda, Ekenässjön, Landsbro, Holsbybrunn, Korsberga, Myresjö, Nye, Kvillsfors, Sjunnen, Skede, Björköby och Pauliström.

## Styre och politik

### Styre

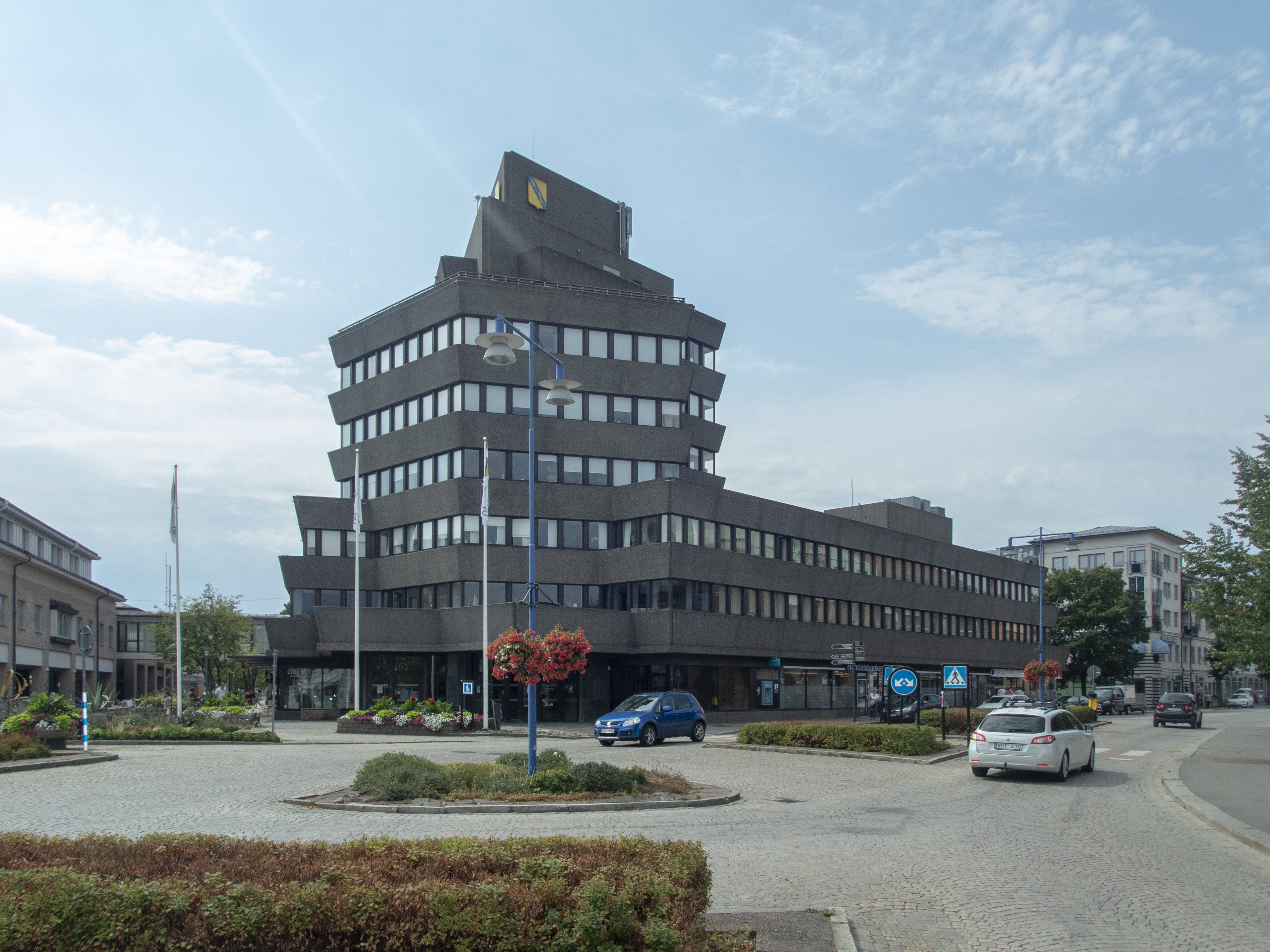
Stadshuset i Vetlanda

| 1994-1998 | C  | M  | KD | FP |
| 1998-2002 | C  | KD | M  | FP |
| 2002-2006 | C  | KD | M  | FP |
| 2006-2010 | C  | M  | KD | FP |
| 2010-2014 | S  | M  | C  |    |
| 2014-2018 | S  | VF |    |    |
| 2018-2020 | S  | M  | C  |    |
| 2020-2022 | S  | C  | KD | L  |
| 2022-     | VF | SD | M  |    |

### Kommunfullmäktige

#### Presidium
| Presidium 2023–2026    | Presidium 2023–2026 | Presidium 2023–2026 |
| ---------------------- | ------------------- | ------------------- |
| Ordförande             | VF                  | Carina Bardh        |
| Förste vice ordförande | SD                  | Donald Påhlsson     |
| Andre vice ordförande  | S                   | Sven-Åke Karlsson   |

#### Mandatfördelning 1970–2022
|  | 17 | 17 | 6 | 3 | 5 |

| 46 |

|  | 17 | 17 | 5 | 3 | 6 |

| 45 |

|  | 17 | 18 | 5 | 2 | 6 |

| 45 |

|  | 16 | 16 | 5 | 3 | 8 |

| 42 | 7 |

|  | 18 | 14 | 3 | 4 | 9 |

| 43 |

| 2 | 17 |  | 12 | 6 | 3 | 8 |

| 42 | 7 |

|  | 17 | 2 | 12 | 5 | 5 | 7 |

| 37 | 12 |

|  | 16 |  | 11 | 4 | 7 | 9 |

| 38 | 11 |

| 2 | 19 | 2 | 10 | 3 | 5 | 8 |

| 33 | 16 |

| 4 | 16 | 2 | 9 | 3 | 8 | 7 |

| 29 | 20 |

| 3 | 19 |  | 9 | 4 | 7 | 6 |

| 30 | 19 |

| 3 | 17 |  | 9 | 4 | 7 | 8 |

| 30 | 19 |

| 2 | 13 | 2 | 2 | 6 | 6 | 3 | 4 | 7 |

| 27 | 18 |

| 2 | 12 | 2 | 4 | 9 | 5 | 2 | 4 | 5 |

| 27 | 18 |

| 2 | 12 | 5 | 8 | 5 |  | 5 | 7 |

| 27 | 18 |

|  | 11 | 7 | 11 | 4 |  | 4 | 6 |

| 28 | 17 |

### Nämnder

#### Kommunstyrelse
| Presidium 2023–2026    | Presidium 2023–2026 | Presidium 2023–2026  |
| ---------------------- | ------------------- | -------------------- |
| Ordförande             | M                   | Robin Wallén Nilsson |
| Förste vice ordförande | VF                  | Jan Johansson        |
| Andre vice ordförande  | S                   | Henrik Tvarnö        |

#### Lista över kommunstyrelsens ordförande
| Namn | Namn                 | Från | Till | Politisk tillhörighet |
| ---- | -------------------- | ---- | ---- | --------------------- |
|      | Göran Lindell        | 1998 | 2008 | Centerpartiet         |
|      | Gunilla Hjelm        | 2008 | 2010 | Centerpartiet         |
|      | Tommy Bohman         | 2010 | 2014 | Socialdemokraterna    |
|      | Henrik Tvarnö        | 2014 | 2022 | Socialdemokraterna    |
|      | Robin Wallén Nilsson | 2023 |      | Moderaterna           |

#### Övriga nämnder
Avser mandatperioden 2022–2026.
| Nämnd                        | Ordförande | Ordförande             | Vice ordförande | Vice ordförande       | Andre vice ordförande | Andre vice ordförande       |
| ---------------------------- | ---------- | ---------------------- | --------------- | --------------------- | --------------------- | --------------------------- |
| Barn- och utbildningsnämnden | M          | Annelie Andersson      | VF              | Patrik Karlsson       | C                     | Daniel Berner               |
| Kultur- och fritidsnämnden   | VF         | Maria Forsberg Brihall | SD              | Carl-Henrik Andersson | KD                    | Gun-Britt Sigfridsson       |
| Miljö- och byggnämnden       | SD         | Mikael Loberg          | VF              | Sten Johansson        | S                     | Sven-Åke Karlsson           |
| Tekniska nämnden             | VF         | Bruno Pilåsen          | SD              | Donald Påhlsson       | C                     | Jan-Erik Wahlström          |
| Socialnämnden                | VF         | Conny Harrysson        | SD              | Jonna Andreasen-Fälth | S                     | Mona-Lisa Hagström Svensson |
| Vård- och omsorgsnämnden     | M          | Anders Bengtsson       | VF              | Cecilia Rylander      | KD                    | Jan-Erik Josefsson          |
| Valnämnden                   | SD         | Arne Larsson           | VF              | Christina Liljerås    | C                     | Dan Ljungström              |

## Ekonomi och infrastruktur

### Näringsliv
Trävaru-, aluminium- och pappersindustrierna har under lång tid dominerat den utpräglade industrikommunen Vetlanda. Knappt var tredje förvärvsarbetande i kommunen var sysselsatta inom tillverkningsindustrin i början av 2020-talet. Den största privata arbetsgivaren var Hydro Extrusion Sweden AB som tillverkar aluminiumprofiler, bland andra företags återfinns fönstertillverkaren  Elitfönster Produktion AB, splinttillverkaren Swedish Match Industries AB,  trähustillverkaren Myresjöhus AB samt pappersbruken Metsä Tissue AB i Pauliström och Nyboholm. Dessutom finns en stor möbelindustri i kommunen.

### Infrastruktur

#### Transporter
Kommunen är traverserad av järnvägslinjen Nässjö–Åseda. Dessutom utgör riksväg 31/32 och länsvägarna 125 och 127. Höglandsleden sträcker sig genom den södra och östra delen av kommunen.

#### Utbildning
År 2022 fanns 16 grundskolor i kommunen varav sju i centralorten. Av dessa var en skola fristående, Vetlanda friskola, som bedrev utbildning från förskoleklass till årskurs nio. Av de kommunala skolorna fanns två med högstadie, Withalaskolan i centralorten och Landsbro skola.
Njudungsgymnasiet är kommunens enda gymnasieskola. Det är en av de skolor i Sverige där högst andel elever tar gymnasieexamen.
Vid Vetlanda Lärcentrum erbjuds all utbildning för vuxna, vilket inkluderar grundskole- och gymnasienivå, yrkeshögskola, fristående högskolekurser, särskild utbildning för vuxna (lärvux) och svenska för invandrare. År 2021 var andel personer med minst tre års eftergymnasial utbildning i åldersgruppen 25-64 år 15,8 procent, vilket var lägre än genomsnittet för Sverige där motsvarande siffra var 29,6 procent.

## Befolkning

### Demografi

#### Befolkningsutveckling
Kommunen har 27 528 invånare (31 december 2024), vilket placerar den på 97:e plats avseende folkmängd bland Sveriges kommuner.
| Befolkningsutvecklingen i Vetlanda kommun 1970–2020 | Befolkningsutvecklingen i Vetlanda kommun 1970–2020 | Befolkningsutvecklingen i Vetlanda kommun 1970–2020 | Befolkningsutvecklingen i Vetlanda kommun 1970–2020 | Befolkningsutvecklingen i Vetlanda kommun 1970–2020 |
| --------------------------------------------------- | --------------------------------------------------- | --------------------------------------------------- | --------------------------------------------------- | --------------------------------------------------- |
|                                                     |                                                     |                                                     |                                                     |                                                     |
| År                                                  |                                                     |                                                     | Folkmängd                                           |                                                     |
| 1970                                                | 1970                                                |                                                     | 28 860                                              |                                                     |
| 1975                                                | 1975                                                |                                                     | 28 532                                              |                                                     |
| 1980                                                | 1980                                                |                                                     | 28 736                                              |                                                     |
| 1985                                                | 1985                                                |                                                     | 27 965                                              |                                                     |
| 1990                                                | 1990                                                |                                                     | 28 023                                              |                                                     |
| 1995                                                | 1995                                                |                                                     | 27 825                                              |                                                     |
| 2000                                                | 2000                                                |                                                     | 26 624                                              |                                                     |
| 2005                                                | 2005                                                |                                                     | 26 459                                              |                                                     |
| 2010                                                | 2010                                                |                                                     | 26 304                                              |                                                     |
| 2015                                                | 2015                                                |                                                     | 26 873                                              |                                                     |
| 2020                                                | 2020                                                |                                                     | 27 502                                              |                                                     |

## Kultur

### Museum
På 1970-talet invigdes Vetlanda Museum, som idag dels har en lokalhistorisk föremålssamling men också "en omfattande konstsamling av likväl småländska konstnärer som svensk nutida konst". År 1992 invigdes Vetlanda Skolmuseum som med hjälp av föremål, möbler och skolmaterial från äldre skolor runt om i Vetlanda skildrar hur skolan såg ut förr i tiden.
I Ekenässjön finns tre museer – Industrimuseum, Nostalgimuseum och Musik- och instrumentmuseum.

### Kulturarv
År 2022 fanns 1108 fornlämningar med ursprung i kommunen registrerade hos Riksantikvarieämbetet. En av dessa var Hultaby slottsruin, som byggdes på mitten av 1200-talet, men som förstördes av en brand ett sekel senare. En annan fornlämning är Byestads gravfält som är Smålands största gravfält, daterat till yngre järnåldern.
Andra kulturarv är Ädelfors guldgruva där verksamhet bedrevs under åren 1738 till 1889 då den lades ner, Ekenäs Glashytta, Sollinska huset, och Hedersplats Vetlanda.

### Kommunvapen
Blasonering: En sköld av guld med en blå snedbjälke, belagd med ett veteax av nämnda metall.
Vapnet fastställdes år 1925 för Vetlanda stad. Veteaxet syftar på ortnamnet, men kan ha en äldre förlaga som sigill. Efter kommunbildningen registrerades vapnet för kommunen år 1974. Inga konkurrerande vapen fanns inom kommunens område.